# Eva Sanner
Eva Gudrun Kristina Sanner, under en tid Sanner Tardell, född 15 mars 1959 i Uppsala församling, är en svensk frilansjournalist, psykosyntesterapeut och författare.

## Biografi
Sanner har arbetat som skribent inom området hälsa och alternativmedicin, personlig utveckling och psykologi i hela sitt yrkesverksamma liv, framför allt som mångårig medarbetare i tidningen Hälsa. Hon har skrivit nio böcker, varav sju  fackböcker och två romaner med psykologisk inriktning. En av de mest kända, Kåt, glad och tacksam, kom ut 2008 och har nyutgivits flera gånger samt översatts till finska och nederländska.
Sanner är född i Uppsala och uppvuxen i Eskilstuna, men har bott drygt 20 år i Stockholm, innan hon 2010 lämnade huvudstaden för att arbeta två år i Värmland på kursgården Ängsbacka. Där har hon skapat flera festivaler och även arbetat i ledningsgruppen och föreningsstyrelsen. 
Sedan 1996 arbetar hon också som psykosyntesterapeut, diplomerad vid Psykosyntesakademin i Stockholm. Som nuvarande ledamot av styrelsen för Psykosyntesakademin arbetar hon för att sprida psykosyntes som terapiform. Hon undervisar också i psykosyntes utomlands. 
Sanner gifte sig 1988 med Rolf Tardell och har två döttrar med honom, men gifte senare om sig.

### Tillsammans med andra
- 2006 – med Peter Ljungsberg och Mona Rönningen. Ayurveda för kropp och själ. Stockholm: Natur och kultur. Libris 9989174. ISBN 91-27-35647-7
- 2010 – med Lena Granefelt. Kåt, glad och tacksam : attityden till sex och kärlek som förändrar ditt liv ([Ny utg, första utgåva 2008]). Stockholm: Bonnier Existens. Libris 11654218. ISBN 978-91-7427-017-4
- 2015 – Sånger från jorden : 32 röster för en ny relation till planeten, Skörda förlag ISBN 9789198230611[3]